# 孫裔蕃
孫裔蕃（？—？），字臨鹉，浙江嘉兴府平湖縣人，明朝政治人物。

## 生平
万历四十三年（1615年）乙卯科浙江乡试第三十二名举人，天啓五年（1625年）乙丑科進士，授南京工部营缮司主事，管理宝源钱局，榷芜湖税，均剔陋弊，裕正课，会珰焰张甚，关差例有馈，裔蕃不与通，几被谴，告归，商民塑像祀之。家居耽吟咏，工书法，倡修县学。崇祯初，荐起两淮运使，不赴。年八十卒。